# Giovanni Arnolfini

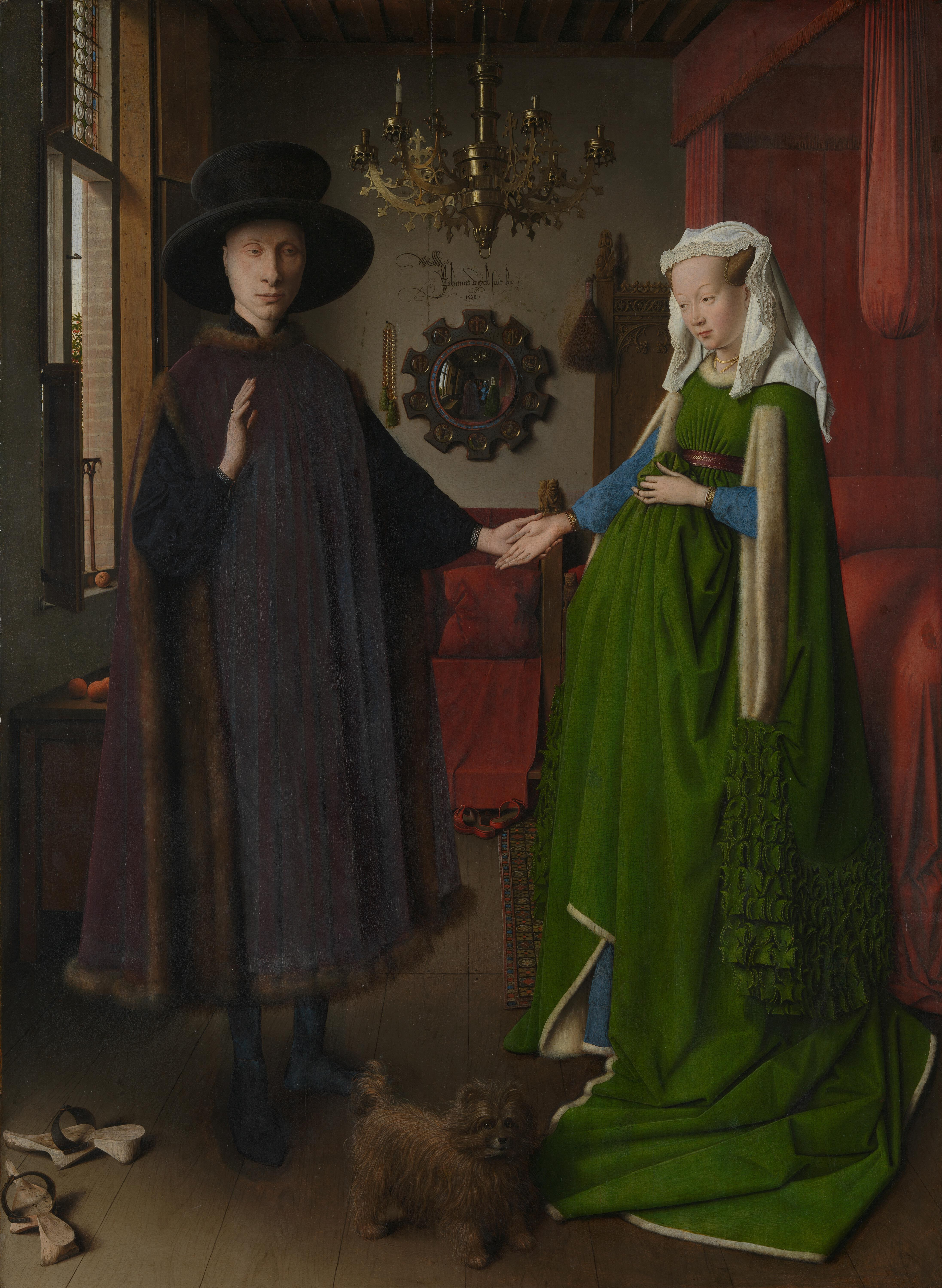
Jan van Eyck, sog. Arnolfini-Hochzeit, 1434, National Gallery, London

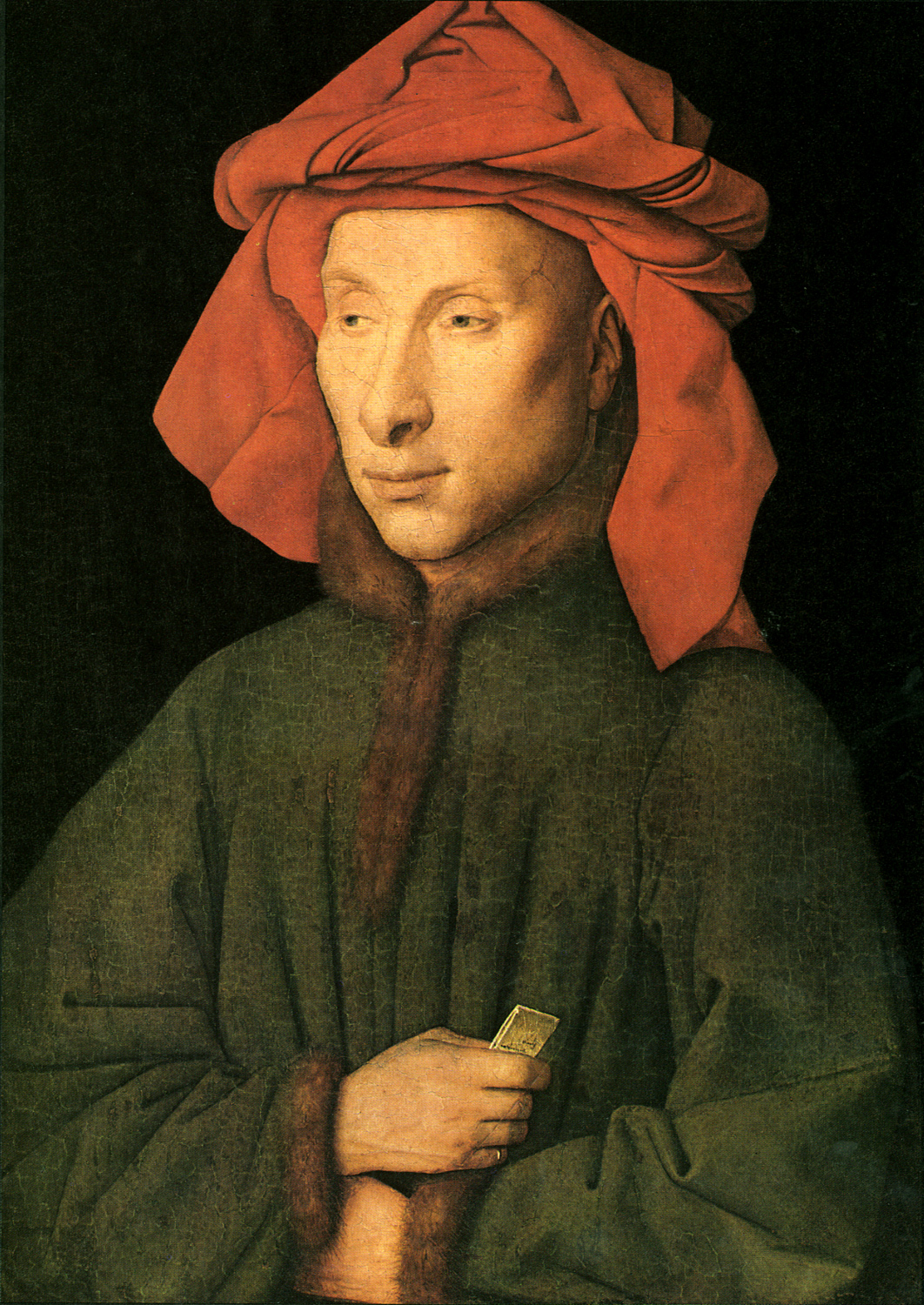
Jan van Eyck, Porträt eines Mannes (Giovanni Arnolfini?), 1438/1440, Staatliche Museen zu Berlin – Gemäldegalerie, Ident.Nr. 523A

Giovanni di Arrigo Arnolfini (* um 1400 in Lucca; † 11. September 1472 in Brügge) war ein italienischer Kaufmann aus Lucca in der Toskana. Er zog schon früh mit seiner Familie nach Brügge, wo er mit Seide und anderen Gütern handelte. Während seiner Zeit in Flandern scheint auch die französisierte Namensform Hernoult-le-Fin in Gebrauch gewesen zu sein. 1447 fand die Hochzeit mit Giovanna Cenami statt.
Möglicherweise ist er (oder vielleicht sein Cousin Giovanni di Nicolaio Arnolfini bzw. ein anderes Familienmitglied) auf zwei Gemälden des flämischen Malers Jan van Eyck dargestellt. Zum einen handelt es sich um die so genannte Arnolfini-Hochzeit, ein in London aufbewahrtes Doppelporträt, zum anderen um ein offenbar einige Jahre später entstandenes Bildnis in Berlin, das denselben Mann zeigt. Die Identifizierung der porträtierten Männer mit Giovanni di Arrigo Arnolfini ist unsicher, da das Londoner Gemälde bereits 1434 entstand, während die Hochzeit mit Giovanna (bzw. Jeanne) Cenami erst 1447 stattfand, sechs Jahre nach van Eycks Tod.